# Jeanne Boitel
Jeanne Boitel (4 de enero de 1904 - 7 de agosto de 1987) fue una actriz de cine francesa. Jugó un papel en la Resistencia durante la Segunda Guerra Mundial, usando el apellido Mozart. Conoció a Jacques Jaujard durante su participación en la resistencia y se casó con él. Después de la guerra, se convirtió en asociada del reputado teatro Comédie-Française entre 1948 y 1973.

Sus créditos en cine incluyen producciones como Maurin of the Moors (1932), Casanova (1934), Napoleon (1955), Marie Antoinette Queen of France (1956) y Maigret Sets a Trap (1958).

## Filmografía seleccionada
- Amourous Adventure (1932)
- If You Wish It (1932)
- Maurin of the Moors (1932)
- Chotard and Company (1933)
- Casanova (1934)
- Whirlpool (1935)
- Royal Affairs in Versailles (1954)
- Napoleon (1955)
- If Paris Were Told to Us (1956)
- Marie Antoinette Queen of France (1956)
- Maigret Sets a Trap (1958)